# Южный округ (Оренбург)
Южный о́круг (до 2006 года Южный административный округ) — один из двух округов города Оренбурга. Включает в себя два района так называемой Зауральной части Оренбурга — Ленинский и Центральный.
Образован 7 апреля 1997 года в результате слияния двух вышеназванных административно-территориальных единиц.
Территория округа составляет 218 км², в том числе, площадь Ленинского района — 130 км², Центрального района — 88 км². В Южной округе проживает более 270 тыс. человек, из них 169,3 тыс. в Ленинском районе и 101,2 тыс. в Центральном. На территории округа расположено более 20 000 домов, в том числе 2125 муниципальных многоквартиных и 18 000 частных домовладений.
Южный округ включает в себя микрорайоны Пугачи, Южный, Заречный, Карачи, Сельхозтехника, Строителей, Авиагородок, Стройгородок, Пристанционный, Ситцовка, Кузнечный, Ростоши, Ростоши 2, им. Куйбышева, Солнечный. Также Южному округу подчинены 3 сельских населённых пункта: село Городище, посёлки Бердянка и Нижнесакмарский, входящие в муниципальное образование город Оренбург со статусом городского округа.
Глава Южного округа — Артём Валентинович Гузаревич.